# Ethel Whitby
Ethel Whitby (* 1898; † 1994) war eine britische Ärztin. Während des Zweiten Weltkriegs diente sie als Major und arbeitete im Army Blood Supply Depot.

## Leben
1898 wurde sie als Murgatroyd geboren. Sie war ab 1917 Medizinstudentin des Newnham College.
Sie war seit 1922 mit Lionel Whitby verheiratet und hatte 4 Kinder.
2019 stiftete die Familie Whitby dem Downing College eine große Sammlung persönliche Papiere von Lionel Whitby. Darunter ihre Reisetagebücher und die ihres Mannes.

## Wirken im Militär
Während des Zweiten Weltkrieges war sie im Army Blood Supply Depot im Southmead Hospital in Bristol stationiert. Sie war für das Ausbluten von Spendern verantwortlich und unterstütze damit die Tätigkeit ihres Mannes, der der verantwortliche Offizier des Bluttransfusionsdienstes der Armee war. Sie erreichte den Rang eines Majors. Der Dienst versorgte Truppen in ganz Europa, dem Nahen und Fernen Osten mit Blut und Plasma. Bis 1943 bereitete das Versorgungsdepot jeden Monat 20 bis 25.000 Liter verarbeitetes Blut vor. Die Entwicklung des Transfusionsdienstes galt als einer der größten chirurgischen Fortschritte dieses Krieges.
Möglicherweise war sie mit die erste Frau, die in das Royal Army Medical Corps (RAMC) aufgenommen wurde und bis zum Major aufstieg.